# Diplurodes ioge
Diplurodes ioge är en fjärilsart som beskrevs av Louis Beethoven Prout 1932. Diplurodes ioge ingår i släktet Diplurodes och familjen mätare. Inga underarter finns listade i Catalogue of Life.